# 黏盲鰻
黏盲鰻亞科（Eptatretinae）是盲鰻科下的一個亞科。屬於盲鰻綱盲鰻科，另有一平行的盲鰻亞科（Myxininae）。目前黏盲鰻亞科有兩個屬，分別是粘盲鰻屬（Eptatretus，有27種）與副盲鰻屬（Paramyxine，有8種），共35種。黏盲鰻亞科多產於亞熱帶或熱帶。